# Подмаренник настоящий
Подмаре́нник настоя́щий, или Подмаренник жёлтый (лат. Galium verum) — вид травянистых растений из рода Подмаренник семейства Мареновые.
Другие названия: подмаренник весенний, сывороточная трава, медовая трава, медовник, жёлтая кашка, червишник, грудник и пр.

## Ботаническое описание
Многолетнее травянистое цепкое растение высотой 60—120 см, часто укореняющееся при соприкосновении с землёй.
Стебель прямой, короткоопушённый, слабый.
Корневище ветвистое.
Листья снизу серовато-бархатисто-опушённые, сверху — тёмно-зелёные, блестящие, узколинейные, остроконечные, 1—3 см длиной и 2 мм шириной, по 8—12 в мутовке.
Цветки в длинной густой пирамидальной метёлке, 2—3 мм в диаметре, ярко-жёлтые, мелкие, с медовым запахом. Цветёт в июне—июле.
Формула цветка: {\displaystyle \ast K_{(4)}\;C_{(4)}\;A_{4}\;G_{({\overline {2}})}}
.

## Распространение и экология
Подмаренник настоящий распространён в Евразии.
В России встречается в европейской части, в Западной и Восточной Сибири (все районы), на Дальнем Востоке, в сопредельных странах — на Украине, в Белоруссии, на Кавказе (все районы), в Средней Азии.
Растёт на сухих лугах, полянах, вдоль дорог, на межах.

## Химический состав
Химический состав растения разнообразен. В подмареннике настоящем присутствуют эфирное масло, дубильные вещества, флавоноиды, кумарины, гликозид, асперулозид, стероидные сапонины, иридоиды, асперулин, органические кислоты, аскорбиновая кислота (витамин C), каротин (растительная форма витамина А), красящие вещества, макро- и микроэлементы.

## Хозяйственное значение и использование
Раньше высушенные растения использовались для набивки матрасов, так как запах кумарина, содержащегося в растении, препятствовал распространению блох.
Цветки использовались для сгущения молока при производстве сыра, так как в них содержится химозин; а в Глостершире — для придания цвета глостерширскому сыру. Используется сок свежего растения:172.
Растение используется для окрашивания, подобно марене красильной, в красный и жёлтый цвета.
Пчеловоды ценят подмаренник за нектароносность.
Скотом на пастбище поедается плохо; в составе сена удовлетворительно. Однако у овец подмаренник может вызвать отравление, а молоку коров придаёт красноватый цвет.
Поедается алтайским маралом (Cervus elaphus sibiricus). По наблюдениям в Кабардино-Балкарии поедается западнокавказским туром (Capra caucasica).

### В медицине
В народной медицине подмаренник настоящий используется с глубокой древности. Лекарственным сырьём является всё растение, которое заготавливают во время цветения. Сушить собранное сырьё можно и на открытом воздухе, в тени, и в тёплых помещениях при условии их хорошего проветривания. Для сушки сырьё раскладывается на ткани или бумаге тонким слоем; время от времени подсыхающие веточки следует переворачивать. Корневища можно заготавливать в течение всего лета, сушить — на открытом воздухе. Заготовленное сырьё можно хранить в подсушенном виде два—три года.
Обладает антисептическим, общеукрепляющим, желчегонным, противовоспалительным, анальгезирующим, противоспазмолитическим, потогонным, мочегонным, эстрогенным, седативным и мягким слабительным действиями. Кроме того, препараты растения оказывают кровоостанавливающее действие и ускоряют заживление ран.
Наружное использование препаратов растения эффективно при ушибах, порезах, ожогах, гнойных ранах и язвах, различных нарывах, экземе, фурункулах, абсцессах, раке кожи, маститах.
Употребляется внутрь в виде напара, порошка, свежего сока при дерматозах и дерматитах с болевым синдромом, при простуде, ангинах, пневмонии и других заболеваниях, сопровождающихся кашлем, при атеросклерозе и болезнях сердца, гастроэнтерите, гастралгии, кишечных коликах, дизентерии, при болезнях печени и желчевыводящих путей, нефрите, мочекаменной болезни, неврастении, истерии, эпилепсии, конвульсиях, кровотечениях, сахарном диабете, женских болезнях и т. д.

### В мифологии
В скандинавской мифологии подмаренник настоящий называли травой Фригг (Friggjargras). Этим растением набивали матрасы: оно не только отгоняло блох, но и обладало лёгким успокоительным действием. Особенно важно это было для рожениц, а поскольку Фригг считалась их покровительницей, растение связали с её именем. После распространения в Европе христианства подмаренник стали называть травой девы Марии. Возникла легенда, что его цветки стали из белых золотыми после того, как ими покрыли ложе Младенца Христа. В Германии подмаренник настоящий клали роженицам не только в постель, но и в обувь уже после родов.

## Классификация

### Таксономия
- Galium verum L., 1753, Sp. Pl. : 107

Вид Подмаренник настоящий включается в род Подмаренник (Galium) семейства Мареновые (Rubiaceae) порядка Горечавкоцветные (Gentianales), последовательно входящего в более крупные клады Ламииды → Астериды → Суперастериды → Эвдикоты → Цветковые растения. Таксономическая схема в соответствии с Системой APG IV по состоянию на июнь 2024 года:
|  |                          |  |                                   |                                   |                     |  | еще 4 семейства | еще 4 семейства |                           |  |  |  | еще 671 подтвержденный вид и 66 видов, ожидающих подтверждения |
|  |                          |  |                                   |                                   |                     |  | еще 4 семейства | еще 4 семейства |                           |  |  |  | еще 671 подтвержденный вид и 66 видов, ожидающих подтверждения |
|  |                          |  |                                   | порядок Горечавкоцветные          |                     |  |                 |                 | род Подмаренник           |  |  |  |                                                                |
|  |                          |  |                                   | порядок Горечавкоцветные          |                     |  |                 |                 | род Подмаренник           |  |  |  |                                                                |
|  | клада Цветковые растения |  |                                   |                                   | семейство Мареновые |  |                 |                 | вид Подмаренник настоящий |  |  |  |                                                                |
|  | клада Цветковые растения |  |                                   |                                   | семейство Мареновые |  |                 |                 |                           |  |  |  |                                                                |
|  |                          |  | ещё 63 порядка цветковых растений | ещё 63 порядка цветковых растений |                     |  |                 | еще 611 родов   | еще 611 родов             |  |  |  |                                                                |
|  |                          |  |                                   | ещё 63 порядка цветковых растений |                     |  |                 |                 | еще 611 родов             |  |  |  |                                                                |

### Внутривидовые таксоны
- Galium verum subsp. asiaticum (Nakai) T.Yamaz.
- Galium verum subsp. glabrescens Ehrend.
- Galium verum subsp. meridionale F.M.Vázquez & Crystal
- Galium verum subsp. verum
- Galium verum subsp. wirtgenii (F.W.Schultz) Oborny
- Galium verum var. hallaensis K.S.Jeong & K.Choi

### Синонимы
- Asterophyllum galium K.F.Schimp. & Spenn.
- Galium floridum Salisb.
- Galium verum f. verum
- Galium verum subsp. euverum Hyl.
- Galium verum subsp. ruthenicum P.Fourn.
- Galium verum var. typicum Rouy
- Galium verum var. verum
- Rubia vera (L.) Baill.